# Crie et meurs
Pour plus de détails, voir Fiche technique et Distribution.
Crie et meurs (anglais : Scream and Die ; espagnol : Violación ¿y...?) est un giallo hispano-britannique réalisé par José Ramón Larraz et sorti en 1973. L'intrigue suit une jeune mannequin qui est témoin d'un meurtre dans une maison abandonnée dans les bois, mais qui est incapable de la relocaliser après avoir signalé le crime à la police.

## Synopsis
Valerie Jennings, mannequin de mode londonien, se rend à la campagne avec son petit ami photographe, Terry, qui est à la recherche d'une maison abandonnée ; il a l'intention d'y trouver quelque chose, mais ne lui dit pas de quoi il s'agit. Ils découvrent la maison à la tombée de la nuit et, en l'explorant, Valerie découvre de nombreux passeports de femmes dans une chambre à coucher. Un autre couple entre dans la maison. Paniqués, Valérie et Terry se cachent dans un placard. Ils assistent à l'assassinat brutal de la femme à l'aide d'un couteau à cran d'arrêt. Pendant que le tueur se lave les mains dans la salle de bains, Valérie s'enfuit, ignorant que Terry ne la suit pas. Lorsqu'elle s'aperçoit que les clefs de leur voiture ont disparu, elle s'enfuit dans les bois et le tueur la poursuit jusqu'à une casse abandonnée où elle parvient à lui échapper en se cachant à l'intérieur d'une voiture.
Le lendemain, Valerie parvient à atteindre une route et retourne à Londres en stop. Elle entre dans son appartement et, debout à la fenêtre de la cuisine, voit la voiture de Terry garée dans la rue. Elle la trouve déverrouillée et découvre à l'intérieur son portfolio de mannequinat auquel il manque une photo. Perplexe, elle se rend à l'appartement de Terry, mais constate qu'il n'est pas rentré chez lui. Paniquée, Valerie rend visite à son ami Mike et à sa petite amie, Stella, qui lui conseillent vivement de ne pas aller à la police, de peur de s'impliquer dans le cambriolage de Terry. Plus tard, lors d'une séance photo, Mike présente Valerie à son ami Paul, un jeune artiste timide qui fabrique des masques pour gagner sa vie. Paul invite Valerie à dîner, mais ils sont rejoints par sa tante dominatrice Susanna. Après le départ de Valerie, Paul et Susanna ont des rapports sexuels incestueux.
Toujours préoccupée par l'absence de Terry, Valerie accepte d'amener Mike et Stella à la maison. Elle les conduit à la casse, où ils trouvent inexplicablement la voiture abîmée de Terry. Malgré leurs efforts, ils ne parviennent pas à trouver la maison. De retour dans son immeuble, Valerie est troublée par la présence de M. Hornby, un nouveau voisin excentrique qui a emménagé en dessous d'elle et qui garde des pigeons dans son appartement. Elle est soulagée lorsque sa colocataire Lorna, également mannequin, revient d'un travail en dehors de la ville. Un soir, alors que Valerie est sortie avec des amis, un intrus s'introduit dans l'appartement et assassine Lorna après l'avoir violée.
Déstabilisée par le meurtre de Lorna, Valerie est invitée à sortir de la ville avec Paul, ce qu'elle accepte. Il l'emmène dans un manoir isolé appartenant à sa famille. Là, il lui avoue que son père s'est suicidé dans la maison. La nuit, Valérie entend des bruits à l'étage, mais Paul lui assure qu'il n'y a personne. Elle va enquêter et remarque un animal taxidermisé identique à celui qu'elle avait vu dans la maison où elle était entrée avec Terry ; elle se rend compte qu'elle est dans la même maison qu'auparavant. Dans la chambre à l'étage, elle découvre un lit taché de sang. Entendant quelqu'un monter les escaliers, elle se cache à nouveau dans le placard et voit Susanna entrer dans la pièce, appeler Paul et le réprimander. Dans le placard, elle découvre les corps de Terry et de Stella. Valérie s'enfuit au rez-de-chaussée où elle est attaquée par Paul. Susanna l'encourage à tuer Valerie, mais il se retourne contre elle et la poignarde à mort. Valerie s'enfuit à l'extérieur, où elle est accueillie par la police. À l'intérieur, Paul est assis dans le couloir en silence.

## Fiche technique
- Titre français : Crie et meurs[1]
- Titre original anglais : Scream and Die ou Psycho Sex Fiend ou Please! Don't Go in the Bedroom ou The House That Vanished[2]
- Titre espagnol : Violación ¿y...?[3]
- Réalisation : José Ramón Larraz
- Scenario : Derek Ford (en)
- Photographie :	Trevor Wren
- Montage : Roy Deverell
- Musique : Terry Warr
- Décors : John Hoesli
- Production : Diana Daubeney
- Société de production : Blackwater Films
- Pays de production :  Royaume-Uni -  Espagne
- Langue originale : anglais
- Format : couleurs par Eastmancolor - 1,85:1 - Son mono - 35 mm
- Durée : 99 minutes
- Genre : giallo
- Dates de sortie :
  - États-Unis : 18 avril 1973
  - Royaume-Uni : 7 mars 1974
  - France : 18 juillet 1975

## Distribution
- Karl Lanchbury : Paul
- Andrea Allan (en) : Valerie Jennings
- Judy Matheson : Lorna Collins
- Maggie Walker : tante Susanna
- Peter Forbes-Robertson : M. Hornby
- Annabella Wood : Stella
- Alex Leppard : Terry
- Lawrence Keane : Mike
- Edmund Pegge (en) : Kent
- Daphne Lea : Mme Dabney
- Richard Aylen : commissaire Matheson
- Barbara Meale : victime no 1
- Joshua Leppard : Peter
- Raymond Young : le chauffeur